# فلاسيكا (ألطاي كراي)
فلاسيكا (بالروسية: Власиха) هي مدينة في مقاطعة ألطاي كراي في روسيا. يبلغ عدد سكانها حوالي 4561 نسمة.